# أورميليا
أورميليا (Ορμύλια) هي مدينة في هالكيديكي في مقاطعة فوريا إلادا في اليونان.